# Armoriale delle famiglie italiane (Sam-San)
Questo è l'armoriale delle famiglie italiane il cui cognome inizia con le lettere che vanno da Sam a San.

## Armi

### Sam
| Stemma | Casato e blasonatura |
| ------ | --- |
|        | Samarelli (Molfetta) d'azzurro, a 3 monti di verde, moventi dalla punta, e sostenenti due falchi al naturale affrontati e imbeccanti una vite sradicata al naturale e accostata da 2 stelle d'oro di 8 raggi nel capo (citato in ) |
|        | Samaritani di verde, al cervo inalberato (lanciato) d'oro (citato in (5) – pag. 140) |
|        | Samaritani (Comacchio, Bologna) cervo rampante di argento su nero (citato in LEOM) |
|        | Samaritani (Cesena) (la blasonatura non è stata ancora caricata) (citato in BLCW) Immagine in Blasone Cesenate. |
|        | Sambi di rosso, al mortaio col pestello uscente in sbarra, il tutto d'oro, movente dalla campagna di verde (citato in (5) – pag. 102) |
|        | Sambi (Cesena) (la blasonatura non è stata ancora caricata) (citato in BLCW) Immagine in Blasone Cesenate. |
|        | Sambi (Cesena) (la blasonatura non è stata ancora caricata) (citato in BLCW) Immagine in Blasone Cesenate. |
|        | Sambiase (Cosenza) D'argento alla fascia di rosso accompagnata in capo da un lambello a 5 pendenti dello stesso (citato in DAlena e in BLCL) |
|        | Sambiase (Tropea) di argento alla fascia di rosso sormontata da un labello a cinque pendenti dello stesso (citato in BLCL) Immagine e notizie storiche in Tropea Magazine. |
|        | Sambiase Sanseverino (Napoli, Cosenza) Titolo: principe di Bonifati, Campana; duca di San Donato, Malvito, Crosia, Ametrano; conte di Bocchigliero d'argento alla fascia sormontata da un labello di cinque denti, il tutto di rosso (citato in (24) e in (26)) fascia di rosso sormontata da - un lambello a 5 gocce dello stesso tutto su argento (citato in LEOM) (Immagine nella Raccolta stemmi Trippini (JPG).) Cimiero: un drago Notizie storiche in Nobili napoletani. |
|        | Sambo (Chioggia) (trinciato di rosso e d'azzurro, al colombo al naturale attraversante) (citato in Araldica gentilizia (archiviato dall'url originale il 4 marzo 2016).) |
|        | Saminiati (Lucca) palo di rosso su - bandato di argento e di verde (citato in LEOM) |
|        | Sammarruco o Soummakis (Otranto, Zante) d'argento al destrochiero vestito di rosso movente dal fianco e tenente con la mano di carnagione una borsa antica al naturale; al capo di rosso a tre stelle (6) d'oro ordinate in fascia (citato in (30), in (32) e in (33)) Ulteriori notizie storiche in Sammarruco |
|        | Sammartini (Pisa) Troncato: nel 1° d'azzurro, all'aquila dal volo spiegato di nero, coronata d'oro; nel 2° di rosso, alla carretta di quattro ruote al naturale alias Troncato: nel 1° d'azzurro, all'aquila dal volo spiegato di nero, coronata d'oro; nel 2° d'oro, alla carretta di quattro ruote al naturale (citato in (19)) |
|        | Sammartino (Palermo) Titolo: barone di Pardo, Santacaterina, Campobello; conte; duca di Sammartino, Fabbrica, Montalbo; principe del Pardo d'oro, con una banda di rosso, accompagnata da due rose del medesimo gambute e fogliate di verde (citato in (28)) alias d'oro, alla banda di rosso accompagnata da due rose dello stesso, stelate e fogliate di verde, poste in banda, quella della punta riversata (citato in (28)) Corona di principe Sopporto l'aquila imperiale di nero al volo abbassato coronata nelle due teste, afferrante col destro artiglio lo stendardo gerosolimitano Lo scudo accollato all'aquila bicipite al volo abbassato di nero, linguata di rosso, membrata e imbeccata d'oro, coronata all' antica del medesimo in ambo le teste ed afferrante con l'artiglio destro lo stendardo gerosolimitano (Cenno storico in Famiglie nobili di Sicilia (archiviato dall'url originale il 12 maggio 2009).) Ulteriore ragguaglio storico in Famiglie nobili di Sicilia (archiviato dall'url originale il 14 agosto 2012). |
|        | Samminiati o Sammaniati o San Miniato o Samminiato o Samminat (Sicilia) Titolo: barone di Tripi d'argento, a tre bande di rosso ritirate dal capo, ed un palo dello stesso soprastante sul tutto (citato in Mango) Corona di barone (Cenno storico in Famiglie nobili di Sicilia (archiviato dall'url originale il 12 maggio 2009).) |
|        | Sampanti (Pisa) Di rosso, graticolato d'argento, ad un rocco di scacchiere dello stesso, posto in ciascun interstizio alias Di rosso, graticolato d'argento, ad un rocco di scacchiere dello stesso, posto in ciascun interstizio, con il capo di Pisa (citato in (19)) |
|        | Sampieri e Sanpieri (Bologna) d'azzurro, al cane levriere rampante d'oro, collarinato di rosso (citato in GUCA – pag. 147, in (5) - pag. 116, in (8) - pag. 670 e in DAlena) |
|        | Sampieri (Pisa) D'azzurro, al cane levriere rampante d'argento, collarinato dello stesso, sostenuto dal terreno al naturale (citato in (19)) |
|        | Sampieri (Roma) (la blasonatura non è stata ancora caricata) (Immagine nell' Archivio Storico Capitolino (PDF).) |
|        | Sampieri (Cesena) (la blasonatura non è stata ancora caricata) (citato in BLCW) Immagine in Blasone Cesenate. |
|        | Sampogna (Molise) (la blasonatura non è stata ancora caricata) (citato in DAlena) |
|        | Samudio (Napoli, Sicilia) d'argento, a tre fasce ondate d'azzurro (citato in Mango e in (28)) (Cenno storico in Famiglie nobili di Sicilia (archiviato dall'url originale il 12 maggio 2009).) |
|        | Samuelli (Firenze) D'azzurro, a due bastoni doppiogigliati decussati d'oro, e al capo cucito d'Angiò (citato in (19)) (DE) In Blau 2 gekreuzte goldene Lilienstäbe, oben begleitet von 1 vierlätzigen roten Turnierkragen, dieser zwischen den Lätzen begleitet von je 1 goldenen Lilie (citato in KHIF) |
|        | Samuelli (Siena) Di rosso, al leone d'oro, ascendente uno scalandrone dello stesso poggiante a destra e inclinato in banda alias Di rosso, al leone d'oro, ascendente uno scalandrone dello stesso poggiante a destra e inclinato in banda, con il capo di Santo Stefano (citato in (19)) |
|        | Samuelli (Montepulciano) leone rampante di oro su - una banda doppiomerlata dello stesso su rosso (citato in LEOM) |
|        | Samuelli (Gargnano, Salò) fasciato diagonale, con al centro tre leoni di rosso a tre rose d'argento fogliate dello stesso e unite alla base (citato in Piovanelli) |

### San
| Stemma | Casato e blasonatura |
| ------ | --- |
|        | San Biagio (Genova) Grifone (citato in DAlena) |
|        | San Bonifacio o Sambonifacio (Verona, Padova, Venezia) stella (6 raggi) di oro su azzurro - palato di argento e di nero - croce di rosso su argento in capo (citato in LEOM) |
|        | San Giorgio (Messina) d'argento, alla croce di rosso, cantonata al primo cantone da una stella dello stesso (citato in Mango) |
|        | San Martino Titolo: marchesi di Andorno, Brosso, Cambiano, Dego, Fontanetto, Garessio, Parella, Rivarolo, S. Damiano d'Asti, S. Germano, Settimo Torinese; conti di Agliè, Bairo, Baldissero, Cervere, Gonzole, La Morra, Malpertusio, Montà, S. Martino Canavese (xec. XIII), Strambino; signori di Ardon, Bonvicino, Cantogno, Caramagna, Cardè, Castelvecchio, Corbière, Fortepasso, Miolans, Monale, Rosey; consignori di Borgaro, Castellamonte, Castruzzone, Celle, Cesnola, Loranzè, Porcile, Settimo Vittone, Vaglierano, Vernone Inquartato, al 1º e 4º d'azzurro, a nove rombi d'oro, 3, 3, 3, accollati e appuntati; al 2º e 3º di rosso alias Inquartato, al 1º e 4º losangato d'oro e d'azzurro; al 2º e 3º di rosso Motto: Sans despartir - Utinam (citato in (23)) |
|        | San Martino o San Martino di Ramondetta o Sammartino o Ramondetta (Sicilia) d'oro alla banda di rosso, accompagnata da due rose dello stesso, stelate e fogliate di verde, poste in banda, quella della punta riversata Ornamenti: Lo scudo accollato dall'aquila bicipite al volo abbassato di nero, linguata di rosso, membrata e imbeccata d'oro, coronata all'antica del medesimo in ambo le teste, afferrante con l'artiglio destro lo stendardo gerosolimitano (citato in Mango) |
|        | San Paolo (Cesena) (la blasonatura non è stata ancora caricata) (citato in BLCW) Immagine in Blasone Cesenate. |
|        | San Pietro o Sampietro (Guarene, Sommariva Bosco) Troncato, d'argento, a tre croci di rosso, trifogliate, e d'azzurro, a tre fasce d'oro Motto: Vincendum aut moriendum (citato in (23)) |
|        | San Pietro o Sampietro (Carmagnola) D'azzurro, al cane (lupo?) cerviero d'argento, collarinato di rosso (citato in (23)) |
|        | San Salvatore (Genova) inquartato di argento e di azzurro la partitura innestata (citato in LEOM) |
|        | San Sepolcro (Messina) troncato: nel 1° fasciato ondato cucito di rosso e d'azzurro; nel 2° di rosso a tre rose d'argento (citato in Mango) |
|        | San Severino (Cesena) (la blasonatura non è stata ancora caricata) (citato in BLCW) Immagine in Blasone Cesenate. |
|        | San Sisto (Saluzzo) Losangato di rosso e d'oro (citato in (23)) |

### Sana
| Stemma | Casato e blasonatura |
| ------ | --- |
|        | Sanasi Conti (Torre Santa Susanna) fascia di rosso su troncato di azzurro e di oro - 3 gigli di oro posti in fascia su azzurro - avambraccio destro vestito di rosso uscente da destra tenente con la mano di carnagione compasso aperto di nero punte in alto su oro - aquila scaccata di oro e di nero coronata di oro su rosso (citato in LEOM) |
|        | Sanasi Conti (Torre Santa Susanna) avambraccio destro uscente da destra della partizione vestito di rosso tenente con la mano di carnagione un compasso aperto punte in alto al naturale su oro - capo di Francia (sulla prima partizione) - trangla di rosso - aquila scaccata di oro e di nero coronata di oro su rosso (citato in LEOM)         |
|        | Sanassi Conti (Torre Santa Susanna) (la blasonatura non è stata ancora caricata) (citato in DAlena) |

### Sanc
| Stemma | Casato e blasonatura |
| ------ | --- |
|        | Sancasciani (Pisa, Firenze) D'argento, alla croce di sant'Andrea di rosso, e al capo dello stesso caricato di tre aquilotti di nero, ordinati l'uno di fianco all'altro (citato in (19)) |
|        | Sancez o Sanchez (Messina) Titolo: barone della Motta di Sant'Anastasia; visconte di Cagliano d'azzurro a quattro bande d'oro, ed un leone di rosso soprastante del tutto (citato in Mango e in (28)) alias d'argento a tre bande di rosso, col leone d'azzurro attraversante sul tutto (citato in Mango) Corona di barone (Cenno storico in Famiglie nobili di Sicilia (archiviato dall'url originale il 5 marzo 2016).)                                                                                          |
|        | Sanchez (Molise) d'argento a tre bande di rosso col leone d'azzurro attraversante sul tutto (citato in DAlena) |
|        | Sanchez (Aragona) Titolo: marchesi di Piovera; conti di Dogliani; signori di Benevello, Mombarcaro Di rosso, a tre bande d'argento, con il leone d'azzurro, attraversante alias Di rosso, a tre bande d'argento, con il leone del campo, attraversante alias Di rosso, a quattro bande d'argento, con il leone d'azzurro, attraversante alias D'azzurro, a quattro bande d'oro, con il leone di rosso, attraversante alias D'argento, a tre bande di rosso, con il leone d'azzurro, attraversante (citato in (23)) |
|        | Sances o Sanchez (Napoletano) d'argento a tre bande di rosso al leone d'azzurro attraversante sul tutto (citato in (26)) Notizie storiche in Nobili napoletani. |
|        | Sanchez (Spagna, Rutigliano) Titolo: conte della Carbonara; nobile d'argento a tre bande di rosso col leone d'azzurro attraversante sul tutto (citato in RTGL) Cimiero: un'idra d'oro e un leone d'oro |
|        | Sances de Luna o Sanchez de Luna (Napoletano) Titolo: barone di Arpino; marchese di Grottola, Gagliato; duca di S. Arpino, Gagliati inquartato, nel 1° e 4° le insegne dei Sances; nel 2° e 3° spaccato d'azzurro al crescente rovesciato d'argento, e d'argento pieno (citato in (26)) Notizie storiche in Nobili napoletani. |
|        | Sancia (la blasonatura non è stata ancora caricata) (citato in DAlena) |

### Sand
| Stemma | Casato e blasonatura |
| ------ | --- |
|        | Sandalo (Messina) d'azzurro, alla sbarra d'argento (citato in Mango) |
|        | Sandalo (Sicilia) D'azzurro, con una corona d'oro all'antica, ed una sbarra del medesimo attraversante sul tutto (citato in (28)) (Cenno storico in Famiglie nobili di Sicilia (archiviato dall'url originale il 12 maggio 2009).) |
|        | Sandi (Feltre, Venezia, Padova) aquila bicipite di nero coronata di oro su ambo le teste su oro (citato in LEOM) |
|        | Sandigliano (Sandigliano) Titolo: consignori di Borriana e Beatino, Sandigliano D'azzurro, a sette rombi d'oro, 3, 3, 1 Motto: Obsequio mitigantur imperia (citato in (23)) |
|        | Sandonnini (San Miniato, Fifrenze) Troncato: nel 1° d'oro, all'aquila di nero coronata del campo; nel 2° scaccato d'argento e di nero (citato in (19)) |
|        | Sandoval o Sandovali (Sicilia) Titolo: conte di Castro, Augusta, Ventosa, Naso; marchese di Vigliena, Villavezar, Carasena, S. Giovanni la Meldola; duca di Sinagra, Infantado, Lerma; principe di Castelreale d'oro alla banda ingollata da due teste di leone di nero (citato in (24), in Mango e in (28)) d'oro, alla banda di nero, ingolata da due teste di leone dello stesso (citato in (28)) banda di nero ingolata da 2 teste di leone dello stesso su oro (citato in LEOM) Corona di principe Supporto: due leoni d'oro (Cenno storico in Famiglie nobili di Sicilia (archiviato dall'url originale il 12 maggio 2009).) Ulteriore ragguaglio storico in Famiglie nobili di Sicilia (archiviato dall'url originale il 14 agosto 2012). |
|        | Sandrelli (Arezzo) D'azzurro, al monte di tre cime d'oro, accompagnato in punta da una stella a sei punte dello stesso, e attraversato dalla sbarra diminuita d'argento (citato in (19)) sbarra di argento su - monte a 3 cime ristrette di oro accompagnata in basso da - stella (6 raggi) dello stesso tutto su azzurro (citato in LEOM) alias D'azzurro, al monte di tre cime d'oro, accompagnato in punta da una stella a otto punte dello stesso, e attraversato dalla sbarra diminuita d'argento (citato in (19)) |
|        | Sandri (Pescia, Firenze) Di..., al leone di... alias D'azzurro, alla stella a otto punte d'oro (citato in (19)) |
|        | Sandri (Trezzo, Vercelli, Neviglie) Titolo: signori di Trezzo D'azzurro, a tre soli d'oro, 2, 1 (citato in (23)) |
|        | Sandri ) (Amelia, Roma) 2 bande ondate di azzurro su oro - aquila di argento su azzurro in capo (citato in LEOM) |
|        | Sandri Giachino (Neviglie, Bra, Torino) Titolo: nobili Partito, al 1° di Sandri, al 2° d'azzurro, al falco sorante d'argento, sopra la montagna al naturale (Giachino) (citato in (23)) |
|        | Sandri Trotti (Alessandria, Fossano) Titolo: conti di Castelletto Stura, Coazze, Mombasiglio, Montanera; baroni di Bossolasco; signori di Boves, Chiusanico, Chiusavecchia, Costa, Margarita, Maurienne, Ponte d'Assio, Rocca de' Baldi; consignori di Beinasco, Cervere, Ceva, Garessio Troncato d'oro e d'azzurro alias Inquartato di Del Carretto e di Ceva, e sul tutto di Trotti alias Inquartato di Del Carretto e di Ceva Motto: Non vi sed virtute - Pur piano - Lucet in tenebris (citato in (23)) |
|        | Sandrieto o Sandretto? (Salassa) D'oro, a due fasce di rosso, con la pianta di canapa sradicata, di verde, attraversante, accompagnata in punta da una staffa con staffile, di rosso e di verde (citato in (23)) |
|        | Sandrini (Firenze) D'argento, al lupo rapace al naturale, tenente con le zampe anteriori un gallo rivolto di nero, crestato e barbato di rosso (citato in (19)) alias Partito: nel 1° come il precedente; nel 2° di rosso, allo scaglione d'azzurro, accompagnato in capo da tre stelle a otto punte d'oro, 1.2, e in punta da un crescente d'azzurro (citato in (19)) (DE) Gespalten: Rechts in Silber 1 roter Löwe, in der Rechten 1 rotkehligen und rotbekammten schwarzen Hahn haltend, links in Rot 1 blauer erniedrigter Sparren, begleitet oben von 3 achtstrahligen goldenen Sternen 1:2 gestellt, unten von 1 liegenden blauen Halbmond (citato in KHIF)                                                                                |
|        | Sandrone (Monferrato) Titolo: consignori di Mombello Monferrato Troncato, al 1° d'oro, all'aquila di nero, con il volo abbassato, al 2° d'argento, al castello di rosso, con la fascia d'azzurro sulla partizione (citato in (23)) |

### Sanf
| Stemma | Casato e blasonatura |
| ------ | --- |
|        | Sanfelice (Napoli) Titolo: conte di Sanfelice, Coriglianop, Bagnoli sul Trigno; marchese di Acaia, Corigliano, Monteforte, Montesilvano, Torricella; duca di Acquavella, Bagnoli sul Trignop, Lauriano, Rodi, San Cipriano; principe di Monteverde, Viggiano Spaccato: nel 1° d'argento con tre uccelli di rosso senza becco e senza piedi disposti in fascia; nel 2° di rosso con 3 uccelli d'argento senza becco e senza piedi disposti 2, 1 (citato in DAlena e in (26)) 3 uccelli senza becco e senza zampe di rosso posti in fascia sull'argento del - troncato di argento e di rosso - 3 uccelli senza becco e senza zampe di argento posti 2,1 su rosso (citato in LEOM) Motto: Vigilate et orate quia Notizie storiche in Nobili napoletani. |
|        | Sanfelice (Rutigliano) Titolo: nobile troncato d'argento e di rosso, a sei merlotti dell'uno nell'altro, posti in fascia nel primo e 2 e 1 nel secondo (citato in RTGL) Motto: Vigilate et orate |
|        | Sanfermo (Padova, Venezia, Roma) cometa posta in fascia di oro coda a destra accompagnata da - 2 stelle (6 raggi) dello stesso poste in fascia e sormontata da - luna montante di argento tutto su azzurro - scaccato di rosso e di oro - aquila di nero coronata di oro su argento - aquila di nero coronata di oro su azzurro - palato di oro e di argento - castelletto torricellato di un pezzo a destra tutto di argento su terrazzo di verde - 2 leoni controrampanti ai lati di argento quello di sinistra sormontato da - 2 stelle (6 raggi) di oro tutto su azzurro (citato in LEOM) |
|        | Sanfermo (Verona) troncato ritroncato al primo di azzurro alla cometa di oro posta in fascia coda a destra sormontata da una luna montante di argento e affiancata da 2 stelle (6 raggi) di oro - al secondo scaccato di rosso e di oro - aquila di nero coronata di oro su argento - aquila di nero coronata di oro su azzurro - palato di oro e di argento - castello a una torre a destra di argento su terrazzo di verde uscente dalla punta - affiancato da 2 leoni controrampanti di argento - 2 stelle di oro (6 raggi) in alto a sinistra tutto su azzurro (citato in LEOM) |
|        | Sanfilippo (Sicilia) Titolo: barone di Grotte, Sortavilla; duca di Grotte d'azzurro, al leone d'oro ed una banda di rosso attraversante (citato in Mango e in (28)) Corona di duca (Cenno storico in Famiglie nobili di Sicilia (archiviato dall'url originale il 12 maggio 2009).) |
|        | Sanfior o Sanfiori (Serravalle (Vittorio veneto), Venezia, Conegliano Veneto) 3 sbarre di rosso su argento - pianta di garofano al naturale fiorita di 3 pezzi su argento (citato in LEOM) |
|        | Sanframondo o Sanfromondo o Sanfromonte (Molise) D'azzurro alla croce di Sant'Andrea d'oro (citato in DAlena) |

### Sang
| Stemma | Casato e blasonatura |
| ------ | --- |
|        | Sangaletti (Toscana) (DE) In Blau 1 goldener Rechtarm, 1 grünen Zweig haltend (citato in KHIF) |
|        | Sangalletti (Firenze) D'azzurro, alla branca di leone posta in banda, tenente uno stelo cimato da una pannocchia ricadente a sinistra, il tutto d'oro alias D'azzurro, alla branca di leone posta in banda, tenente uno stelo cimato da una pannocchia ricadente a sinistra, il tutto d'oro, con il capo di Santo Stefano (citato in (19)) |
|        | Sangermano (Monteverde) 3 conchiglie di azzurro su banda di oro su armellino (citato in LEOM) |
|        | Sangermano di Monteverde (Monteverde) Titolo: nobile, predicato di Monteverde di ermellino alla banda d'oro caricata di tre conchiglie d'azzurro poste in palo (citato in (24)) |
|        | Sangervasio (Brescia) testa di cervo in maestà partita di oro e di azzurro su partito di azzurro e di oro (citato in LEOM) |
|        | Sangiantoffetti ovvero San Siovanni Toffetti o Toffetti di San Giovanni (Crema, Venezia) Spaccato di rosso e d'argento, al leone coronato d'oro, tenente colle branche anteriori una porta quadrata, tutto nell’uno dell’altro. (citato in BARB)                                                                                           |
|        | Sangiorgi (Cesena) (la blasonatura non è stata ancora caricata) (citato in BLCW) Immagine in Blasone Cesenate. |
|        | Sangiuliani (Como) (la blasonatura non è stata ancora caricata) (Immagine nella Raccolta stemmi Trippini (JPG).) |
|        | Sanguigni (Firenze) Partito merlato d'oro e di rosso, alla biscia guizzante in palo di verde attraversante (citato in (19)) alias (DE) Gold-rot im Zinnenschnitt schräglinksgeteilt, darin 1 rotgezungte grüne Drachenschlange (citato in KHIF)                                                                                            |
|        | Sanguigni (Pistoia) Inquartato di rosso e d'argento, a quattro rose dell'uno nell'altro (citato in (19)) |
|        | Sanguigni (Pisa) D'azzurro, alla banda d'oro, accompagnata in capo da una stella a otto punte di rosso (citato in (19)) |
|        | Sanguinazzi (Feltre) banda di oro su trinciato di argento e di azzurro - 2 ali destre abbassate poste in sbarra di cui quella in alto di azzurro su argento e quella in basso di argento su azzurro (citato in LEOM) |

### Sani
| Stemma | Casato e blasonatura |
| ------ | --- |
|        | Sani (Firenze) Di..., all'albero sradicato di..., e alla banda attraversante di... (citato in (19)) |
|        | Sani (Siena) D'azzurro, al leone d'argento e alla banda attraversante di rosso, caricata di tre martelli d'argento posti nel senso della pezza (citato in (19)) |
|        | Sani (Siena) D'azzurro, a quattro mazze d'arme accostate due a due, e le due coppie passate in croce di sant'Andrea e poste in mezzo a quattro stelle a sei punte, 1.2.1; il tutto d'oro alias D'azzurro, a quattro mazze d'arme accostate due a due, e le due coppie passate in croce di sant'Andrea e poste in mezzo a quattro stelle a otto punte, 1.2.1; il tutto d'oro (citato in (19))                                  |
|        | Sani (Pisa) D'oro, all'albero di pino sradicato al naturale, e alla banda attraversante di nero (citato in (19)) |
|        | Sani (Ferrara, Torino) 3 fasce contromerlate di oro sormontate ciascuna da una stella (5 raggi) dello stesso tutto sull'azzurro del troncato di azzurro e di argento - ruota dentata accompagnata in alto da - 2 compassi aperti punte al basso tutto di nero sull'argento (citato in LEOM) |
|        | Sani (Ferrara, Torino) fascia controdoppiomerlata di argento su azzurro - 2 compassi aperti punte al basso posti in fascia di argento accompagnati da - 3 stelle (5 raggi) di oro poste 1,2 in alto su azzurro - ruota dentata di argento in basso su azzurro (citato in LEOM) |
|        | Sani della Ferza (Firenze) Di verde, al leone d'oro tenente con le branche anteriori un fascio di spighe dello stesso (citato in (19)) |
|        | Sani Catignani Capannoli semipartito troncato: nel 1° Sani; nel 2° Catignani (Bandato di nove pezzi d'oro, d'argento e di nero); nel 3° Capannoli (di..., alla fascia di..., caricata di una rosa di...) (citato in (19)) |
|        | Sani Mommi (Colle) Inquartato: nel 1° d'azzurro, all'albero di pino sradicato al naturale, e alla sbarra attraversante di rosso; nel 2° d'argento, alla corazza al naturale, sormontata da un elmo dello stesso; nel 3° di cielo, al sole d'oro sorgente dal mare al naturale; nel 4° d'azzurro, al compasso aperto in scaglione d'oro, sormontato da tre stelle a otto punte dello stesso, ordinate in capo (citato in (19)) |
|        | Sanini Baldassarri (Toscana) (DE) In Gold 1 naturfarbener Birnbaum mit goldenen Früchten, von links bestiegen von 1 naturfarbenen Bären (citato in KHIF) |
|        | Sanità e Sanità di Colle Macine (Chieti, Sulmona, Roma) Titolo: barone, nobile, predicato di Colle Macine, nobile di Sulmona D'azzurro a due scaglioni d'oro (citato in DAlena e in (24)) 2 scaglioni di oro su azzurro (citato in LEOM) |

### Sanj
| Stemma | Casato e blasonatura |
| ------ | --- |
|        | Sanjust (Cagliari, Roma, Milano) di rosso, alla clessidra d'argento montata d'oro (citato in DAlena) clessidra al naturale montata in oro su rosso (citato in LEOM) |

### Sanm
| Stemma | Casato e blasonatura |
| ------ | --- |
|        | San Martino Ramondetta (Catania) Titolo: signore di Pardo; marchese; principe di Pardo d'oro, alla banda di rosso, accompagnata da due rose dello stesso, stelate e fogliate di verde, poste in banda, quella della punta riversata. Lo scudo accollato all' aquila bicipite al volo abbassato di nero, linguata di rosso, membrata e imbeccata di oro, coronata all'antica del medesimo in ambo le teste, afferrante con 1' artiglio destro lo stendardo gerasolitano (citato in (28)) (Cenno storico in Famiglie nobili di Sicilia (archiviato dall'url originale il 30 giugno 2012).) |
|        | San Martino Ramondetta o Sammartino (Messina, Palermo) banda di rosso su oro accompagnata da - 2 rose di rosso stelate e fogliate di verde poste in banda quella della punta riversata su oro (citato in LEOM) |
|        | San Martino Ramondetta o Sammartino (Messina, Palermo) banda di oro su azzurro accompagnata da - 2 rose di rosso (citato in LEOM) |
|        | San Martino Valperga (Torino) 9 losanghe di oro accollate e appuntate su azzurro - rosso pieno - pianta di canapa di argento su fasciato di oro e di rosso (citato in LEOM) |
|        | San Martino (Torino) 9 losanghe di oro appuntate e accollate poste 3,3,3 sull'azzurro dell' - inquartato di azzurro e di rosso (citato in LEOM) |
|        | Sanmattei (Cesena) (la blasonatura non è stata ancora caricata) (citato in BLCW) Immagine in Blasone Cesenate. |
|        | Sanminiatelli (Pisa) D'azzurro, al monte di sei cime d'oro, sostenente due rami di palma addossati di verde, nodriti sulle due cime della seconda fila; il tutto sormontato da una stella a otto punte d'oro alias D'azzurro, al monte di sei cime d'oro, sostenente due rami di palma addossati di verde, nodriti sulle due cime della seconda fila; il tutto sormontato da una stella a sei punte d'oro (citato in (19)) |
|        | Sanminiatelli (Pisa, Firenze, Roma, Torino) monte a 6 cime di oro cimato da - 2 foglie di palma di verde accompagnanti l'ultimo monte e sormontate da - stella (8 raggi) di oro tutto su azzurro - capo di Santo Stefano (sulla prima partizione) - 3 stelle (5 raggi) di oro su banda di rosso bordata di oro accompagnata da - 4 stelle (5 raggi) dello stesso poste in doppia banda su azzurro - aquila bicipite partita di rosso e di argento su partito di oro e di azzurro - leone rampante di verde tenente con la destra anteriore una croce latina di rosso caricato sull'orecchio da una rosa dello stesso su argento - capo di Francia (sulla terza inquartatura dello scudetto) - tale scudetto posto sul petto di una aquila bicipite di nero coronata alla reale di oro su oro - sigla "S.P.Q.R." in lettere maiuscole di nero poste in banda su rosso sormontata a destra da una crocetta patente di argento su rosso in capo (sulla seconda partizione) (citato in LEOM) |
|        | Sanminiati (Firenze) D'azzurro, alla banda d'argento caricata di tre foglie di verde poste nel senso della pezza, e accostata da sei stelle a otto punte d'oro, ordinate tre per lato (citato in (19)) |
|        | Sanminiati (Lucca, Firenze) D'argento, a tre bande di verde, e al palo attraversante di rosso (citato in (19)) |
|        | Sanminiati Chellini (Firenze) Inquartato: nel 1° e 4° d'azzurro, seminato di gigli d'oro, al lambello a quattro pendenti di rosso, attraversante in capo; nel 2° e 3° d'oro, all'aquila dal volo abbassato di nero, coronata del campo alias Inquartato: nel 1° e 4° d'oro, all'aquila dal volo abbassato di nero, coronata del campo; nel 2° e 3° d'azzurro, seminato di gigli d'oro, al lambello a quattro pendenti di rosso, attraversante in capo (citato in (19)) |

### Sann
| Stemma | Casato e blasonatura |
| ------ | --- |
|        | Sanna (Pozzomaggiore, Sassari) In campo azzurro, due montagne d'argento moventi dagli angoli inferiori del campo, spaccati di verde con un cinghiale di color naturale rivoltato e due cani d'argento posti di sotto affrontati e ammiranti (Citato in DAlena) 2 montagnole di argento su terrazzo di verde uscente dalla punta su azzurro - cinghiale passante rivolto al naturale e 2 cani contropassanti di argento in basso sul terrazzo (citato in LEOM)                                                            |
|        | Sanna (Ortacesus, Cuglieri) albero nodrito su terrazzo sostenuto a sinistra da - un cane rampante rivolto e a destra da - un cinghiale ugualmente rampante tutto al naturale su terrazzo uscente dalla punta su azzurro (citato in LEOM) |
|        | Sanna (Cagliari, Mogoro, Muravera) albero di quercia circondato da un muretto quadrato rovinato verso sinistra e fornito verso destra di un cancello a cui è poggiato in banda un rastrello tutto al naturale su terrazzo di verde su oro - cinghiale rampante al naturale verso il muro e la quercia (citato in LEOM) |
|        | Sanna (Tempio Pausania) leone rampante testa rivolta di oro su azzurro (citato in LEOM) |
|        | Sanna Borro (Cagliari, Roma, Pisa) in uno scudo d'oro semiovale, sormontato da un elmo dello stesso metallo con 3 affibbiature, pennacchiato coi lambrequini delli stessi smalti dell'Arma, una campagna colorata di verde, caricata nel mezzo d'un albero di ghianda al naturale fruttifero, fasciato da muro rustico spaccato nell'angolo destro, e continuato nel sinistro da rustello (=cancello) villereccio di legno, ed al piede dell'albero un cinghiale ritto di profilo, e vivo al naturale (citato in DAlena) |
|        | Sanna di San Martino (Oristano) Di rosso allo scheletro umano tenente con la mano destra l'arco e con la sinistra 3 frecce. Nello scudo la legenda: Omnia vincit Motto: Omnia vincit (citato in DAlena) |
|        | Sanna Passino (Sassari, Cuglieri, Viareggio) D'argento all'albero nodrito sulla pianura erbosa e sostenuto da un cane e da un cinghiale affrontati, controrampanti, il cane a destra, il cinghiale a sinistra, il tutto al naturale (citato in DAlena) |
|        | Sanna Randaccio (Cagliari, Oristano, Roma, Milano, Londra, Pisa) D'oro al muro fondato sulla pianura erbosa rovinato a destra e unito a sinistra ad un cancello di legno, con una quercia fogliata e fruttata, sinistrata da un cinghiale rampante al tronco, il tutto al naturale (citato in DAlena) |
|        | Sannazzaro (Molise) Scaccato di rosso e d'oro Cimiero: un'urna antica scaccata d'argento e di nero (citato in DAlena) |
|        | Sannazzaro o Sannazaro o Sanazzaro o San Nazzaro o De San Nazario (San Nazzaro) Titolo: conti di Giarole, Rivalta; baroni di Ozzano; signori di Camagna Monferrato, Coniolo, Melazzo; consignori di Goido, Lazzarone, Valmacca Scaccato d'oro e di rosso (citato in (23) e in (26)) Motto: In aeternum Notizie storiche in Nobili napoletani. |
|        | Sannazzaro Natta (Torino) scaccato di oro e di rosso (citato in LEOM) |
|        | Sannella (Scala) D'oro, alla sbarra di rosso, caricata di tre zanne d'argento (citato in DAlena) |
|        | Sanner (Soletta, Milano, Robbio, Torino, Novara) Titolo: baroni D'argento, a due pali di verde, al leone d'oro, nascente dalla punta e attraversante, tenente una lancia dello stesso (citato in (23)) leone rampante di oro nascente dalla punta tenente con le zampe anteriori una lancia posta in palo dello stesso su - 2 pali di verde su argento (citato in LEOM) |
|        | Sannibale (Albano) (la blasonatura non è stata ancora caricata) (Immagine nella Raccolta stemmi Trippini (JPG).) |
|        | Sannini (Pescia, Firenze) D'azzurro, al crescente montante d'argento, accompagnato da tre stelle a otto punte d'oro, ordinate in capo (citato in (19)) (DE) In Blau 1 liegender silberner Halbmond, oben begleitet von 3 achtstrahligen goldenen Sternen balkenweise (citato in KHIF) |
|        | Sannini Baldassarri (Pescia, Firenze) D'oro, all'albero di pero sradicato al naturale, fruttifero del campo, sinistrato da un orso levato al naturale (citato in (19)) albero di pero fruttato al naturale uscente dalla punta accompagnato a destra da - un orso rampante dello stesso tutto su oro (citato in LEOM) |
|        | Sannini Baldassarri (Firenze) banda di argento su azzurro - 3 stelle (6 raggi) poste 2,1 di oro in alto a destra - luna di argento in basso a sinistra su azzurro (citato in LEOM) |
|        | Sannio (Buddusò, Lula) D'oro alla quercia nodrita sulla pianura erbosa con un elefante passante e attraversante sulla quercia, il tutto al naturale (citato in (9) e in DAlena) elefante passante traversante - un albero di quercia nodrito sul terrazzo tutto al naturale su oro (citato in LEOM) |
|        | Sanniti (Napoli) leone rampante di oro poggiante la zampa anteriore sinistra sul più alto del monte ristretto a 3 cime di verde uscente dalla punta e afferrante con la destra una spada di argento posta in palo punta in alto manicata di oro tutto su azzurro - 3 stelle di argento (6 raggi) poste in fascia in alto - 2 braccia di carnagione (destra e sinistra) uscenti dai fianchi opposti dello scudo con le mani appalmate su azzurro (citato in LEOM)                                                         |

### Sans
| Stemma | Casato e blasonatura |
| ------ | --- |
|        | San Salvatore (Genova) inquartato di argento e di azzurro la partitura innestata (citato in LEOM) |
|        | Sansedoni (Siena) Partito: nel 1° d'oro, all'aquila di nero uscente dalla partizione e coronata del campo; nel 2° d'argento, a tre fasce d'azzurro (Immagine nella Raccolta stemmi Trippini (JPG).) alias Partito: nel 1° d'oro, all'aquila di nero uscente dalla partizione e coronata del campo; nel 2° fasciato di sei pezzi d'argento e d'azzurro (citato in (19)) |
|        | San Severino d'argento alla fascia di rosso, colla bordatura d'azzurro, carica di otto stelle d'argento (citato in (4) – Vol. III pag. 642) |
|        | Sanseverino (Catanzaro, Sicilia) D'argento alla fascia di rosso (citato in DAlena e in Mango) alias D'argento alla fascia di rosso. Bordura d'azzurro (citato in BLCL) |
|        | Sanseverino (Tropea) d'argento alla fascia di rosso (citato in BLCL) Immagine in Tropea Magazine. |
|        | Sanseverino (Tropea) (LA) (la blasonatura non è stata ancora caricata) (citato in BLCL) Notizie storiche in Tropea Magazine. |
|        | Sanseverino o San Severino (Napoli, Marcellinara) Titolo: signori di Bonvicino, Camerana, Cissone, Dogliani, Lequio, Mombarcaro, Murazzano, Pontecurone, Roddino; consignori di Belvedere, Marsaglia, Somano; barone di Bomanico, Marcellinara, Mendicino, Rocca Augitola, S. Fede; conte di Altavilla, Altomonte, Anglone, B elcastro, Biccari, Caiazzo, Capaccio, Caserta, Chiaromonte, Chiavenna, Colorno, Corigliano, Lauria, Loseto, Marsico, Matera, Mileto, Montescaglioso, Montuoro, Potenza, Ruvo, Sanseverino, Saponara, Soleto, Terlizzi, Terranova, Tricarico; marchese di Casalbora, Rojano, San Lorenzo, Valenza; diuca di Amalòfi, Corigliano, Erchie, Jelsi, Venosa, San Marco, S. Pietro in Galatina, Scalea, Somma, Vilelrmosa; principe di Bisignano, Luzzi, Pietrelcina, Salerno, Paceco, della Riccia, Sant'Agata, San Giorgio, Torrenova; primo principe del regno di Napoli d'argento (arma antica) (citato in (26)) alias D'argento, alla fascia di rosso (citato in (23) e in (26)) alias D'argento, alla fascia di rosso, con la bordura d'azzurro, carica di nove stelle, d'oro (citato in (23)) alias inquartata, nel primo e nel quarto d'argento alla fascia rossa, nel secondo e nel terzo d'oro a quattro pali rossi (d'Aragona) (ramo dei principi di Salerno) (citato in (26)) alias d'argento alla fascia rossa con la bordura di azzurro intorno allo scudo (ramo dei conti di Tricarico) (citato in (26)) Motto: Nec morsus timebo (Cenno storico in Famiglie nobili di Sicilia (archiviato dall'url originale il 14 agosto 2012).) Ulteriori notizie storiche in Nobili napoletani. |
|        | Sanseverino (Molfetta) d'argento, alla fascia di rosso Cimiero: due corna di bue Motto: Porto le corna ch'ogni huomo le vede e qualch'altro le porta che no 'l crede (citato in ) |
|        | Sanseverino (Marcellinara, Napoli) fascia di rosso su argento (citato in LEOM) |
|        | Sansi (Spoleto) braccio destro armato uscente da destra al naturale afferrante con la mano di carnagione una spada di argento posta in palo guernita di oro tutto su azzurro (citato in LEOM) |
|        | Sansilvestri (Finale Emilia) leone rampante nascente da una fiamma di rosso tutto su azzurro (citato in LEOM) |
|        | Sansò o Sanzò (Capua) Titolo: nobili d'oro all'ala spiegata di nero (citato in (24)) ala sinistra spiegata di nero su oro (citato in LEOM) |
|        | Sansoldo (Alba, Cuneo) Titolo: consignore di Costigliole; nobile D'azzurro, allo scaglione, accompagnato da due stelle, il tutto d'oro, con il capo d'argento, carico di un sole, di rosso (citato in (23)) alias d'azzurro, a un capriolo d'oro, accompagnato da due stelle del medesimo, spaccato sopra d'argento e con un sole di rosso (citato in (31)) |
|        | Sansone (Mazara del Vallo) Titolo: nobile dei duchi; barone di Campobianco, Scannatura; duca di Torrefranca, Gallizia d'azzurro al leone in atto di abbracciare e sollevare una torre (una colonna?) d'oro (citato in (24)) d'azzurro, al leone d'oro, in atto di abbrancare, onde sollevar da terra, una colonna dello stesso (citato in Mango e in (28)) leone rampante di oro reggente con le zampe anteriori una colonna dello stesso tutto su azzurro (citato in LEOM) Corona di barone (Cenno storico in Famiglie nobili di Sicilia (archiviato dall'url originale il 24 settembre 2015).) Ulteriore ragguaglio storico in Famiglie nobili di Sicilia (archiviato dall'url originale il 9 settembre 2015). |
|        | Sansonetti (Abruzzo) (la blasonatura non è stata ancora caricata) (citato in DAlena) |
|        | Sansoni (Romagna) d'oro, al grifo d'azzurro e la foglia di sega in banda di rosso dentata superiormente (citato in GUCA – pag. 269 e in DAlena) |
|        | Sansoni (Firenze) Partito di verde e d'oro, al leone leopardito rivolto d'azzurro attraversante sulla partizione e tenente con la branca anteriore destra una spada bassa dello stesso; il tutto sormontato nel primo da una porta merlata di città di rosso, saracinescata di nero, e accompagnato in capo da una stella a otto punte attraversante d'argento (citato in (19)) |
|        | Sansoni (Livorno) D'azzurro, alla torre di due piani al naturale, fondata sul terreno dello stesso, e accompagnata in capo da una cometa d'oro, ondeggiante in banda (citato in (19)) torre a 2 palchi merlata alla guelfa su terrazzo di verde uscente dalla punta di argento su azzurro aperta e finestrata del campo - cometa ondeggiante in banda coda a destra di oro in alto su azzurro (citato in LEOM) |
|        | Sansoni (Nepi, Roma) 3 monti di verde uscenti dalla punta su azzurro sormontati da - stella (6 raggi) di oro su azzurro (citato in LEOM) |
|        | Sansoz (Tarantasia, Torino) Titolo: conti di Bovile; consignori di Bastia D'argento, al palo d'oro, orlato di nero alias Inquartato di Sansoz e di Goveano Motto: Verti me da alta (citato in (23)) |

### Sant
| Stemma | Casato e blasonatura |
| ------ | --- |
|        | Santa Croce Di nero, al leone d'argento, coronato d'oro, tenente un ramo di palma, pure d'oro (citato in (23)) |
|        | Santa Cruz (Mandas, Isili, Cagliari) D'argento all'albero nodrito sulla pianura erbosa con un agnello passante, attraversante il tronco, il tutto al naturale (citato in DAlena) agnello passante traversante un albero nodrito su terrazzo tutto al naturale su argento (citato in LEOM) |
|        | Sant'Albano di azzurro alla figura di S. Albano martire, a cavallo, galoppante, al naturale (citato in (4) – Vol. I pag. 513) |
|        | Santa Maria (Nizza Monferrato) Titolo: conti di Moasca; consignori di Terruggia D'argento, al leone tenente con le zampe anteriori una crocetta del Calvario, il tutto di rosso alias D'argento, al leone tenente con le zampe anteriori una crocetta del Calvario, il tutto di rosso, con il capo d'oro, cucito, carico di un'aquila di nero, nascente (citato in (23)) |
|        | Santacolomba (Sicilia) Titolo: barone di Bonvicino, Delbosco, Savoca, Aspromonte; conte di Isnello d'azzurro, a tre colombi d'argento, posti 1 e 2, il primo tenente col becco un ramoscello d'olivo verde (citato in Mango) alias d'azzurro, con tré colombe d'argento, la prima tenente un ramoscello d'oliva verde in bocca (citato in (28)) Corona di conte (Cenno storico in Famiglie nobili di Sicilia (archiviato dall'url originale il 5 marzo 2016).) |
|        | Santacroce (Messina) d'azzurro, alla mezza croce scorciata d'oro, e mezzo giglio dello stesso, accollati, accompagnati nella punta da un crecente montante d'argento, sormontato dal lambello di quattro gocce di rosso (citato in Mango) |
|        | Santacroce (Roma) (la blasonatura non è stata ancora caricata) (Immagine nell' Archivio Storico Capitolino (PDF) (archiviato dall'url originale il 4 marzo 2016).) |
|        | Santacroce (Napoletano) (la blasonatura non è stata ancora caricata) (citato in (26)) |
|        | Santacroce (Cesena) (la blasonatura non è stata ancora caricata) (citato in BLCW) Immagine in Blasone Cesenate. |
|        | Santacroce di Barletta Partito, inchiavato d'oro e d'azzurro (citato in e in (26)) |
|        | Santacroce Publicola (Roma) croce patente ristretta partita di rosso e di oro su partito di oro e di rosso (citato in LEOM) |
|        | Santagata (Messina) Di rosso, all'ancora d'oro (citato in Mango e in (28)) (Cenno storico in Famiglie nobili di Sicilia (archiviato dall'url originale il 5 marzo 2016).) |
|        | Santamaura (Messina) troncato: nel 1° d'oro ad un fascio di spighe di verde; nel 2° mareggiato d'argento e d'azzurro alla galera d'oro, sostenente un leone al naturale, linguato e armato di rosso (citato in Mango) |
|        | Santangelo (Napoli) Titolo: marchesi Diviso: nel 1° d'oro al rastrello a 3 pendenti di rosso accompagnato in capo da un'aquila di nero al volo spiegato; nel 2° vaiato di rosso e d'argento di due file troncato: nel 1° d'oro al lambello a tre pendenti di rosso accompagnato in capo da un'aquila di nero al volo spiegato; nel 2° vaiato di rosso e d'argento su due file (citato in DAlena e in (24)) lambello a 3 gocce di rosso sormontato da - aquila di nero sull'oro del - troncato di oro e vajato di rosso e di argento (citato in LEOM) alias Un campo superiore d'oro ed uno inferiore d'argento: nel 1°un rastrello di rosso, nel secondo 4 cappelletti d'argento. Lo scudo è sormontato da un'aquila (citato in DAlena) |
|        | Sant'Angelo o Santangelo (Palermo, Augusta, Catania) Titolo: baroni d'azzurro all'albero d'oro, accompagnato ai lati da due croci dello stesso, alla fascia di rosso attraversante (citato in (24)) ( d'azzurro, all'albero d'oro, accompagnato ai lati da due crocette dello stesso e la fascia cucita di rosso attraversante (citato in Mango) |
|        | Sant'Angelo (Napoli) fascia di rosso su - albero sradicato di oro accompagnato in capo da - 2 crocette dello stesso tutto su azzurro (citato in LEOM) |
|        | Santapace o Santapau (Caltagirone, Messina) Titolo: barone di Butera; marchese di Licodia; principe di Butera fasciato d'oro e di rosso (citato in Mango e in (28)) Corona di principe (Cenno storico in Famiglie nobili di Sicilia (archiviato dall'url originale il 5 marzo 2016).) |
|        | Santarelli (Pescia) D'oro, allo scaglione di rosso, accompagnato da tre teste umane di carnagione, aureolate d'argento, poste in profilo, 2.1 alias D'oro, allo scaglione d'azzurro, accompagnato da tre teste umane di carnagione, aureolate d'argento, poste in profilo, 2.1 (citato in (19)) |
|        | Santarelli (Pescia) scaglione di rosso accompagnato da - 3 teste di Santi aureolati di oro posti 2,1 su oro (citato in LEOM) |
|        | Santarnecchi (San Miniato) d'argento, al monte di tre cime di rosso movente dalla punta dello scudo, accompagnato in capo da una testa e collo di cinghiale al naturale difesa d'argento (citato in GUCA – pag. 141 e in DAlena) |
|        | Santasilia (Roma, Napoli) 3 fasce di rosso su argento (citato in LEOM) |
|        | Santasilia di Torpino (Napoli, Roma) Titolo: marchese, nobile dei marchesi, predicato di Torpino d'argento a tre fasce di rosso (citato in (24)) |
|        | Santi (Firenze) D'argento, al leone troncato di rosso e d'azzurro (citato in (19)) (DE) In Silber 1 rot-blau geteilter Löwe (citato in KHIF) |
|        | Santi (Siena) Partito: nel 1° scaccato d'oro e di verde; nel 2° di rosso, al monte di tre cime d'argento, uscente dalla partizione; il tutto abbassato sotto il capo dell'Impero (citato in (19)) |
|        | Santi (Siena) D'oro, alla ruota di rosso sostenente un'aquila coronata dal volo abbassato dello stesso, accollante uno scudetto di..., caricato di... (citato in (19)) |
|        | Santi o Desanti o Santus o Santus Berna (Poirino, Saluzzo, Pinerolo, Torino, Assia, Russia) Titolo: conti di Castiglione Falletto, Frassino e Melle, Perrero D'azzurro, alla banda d'oro, carica di tre aquilotti, di nero, con il capo d'oro, carico di un'aquila, di nero alias D'azzurro, alla banda d'oro, carica di tre aquilotti, di nero, con il capo d'oro, carico di un'aquila, di nero, accompagnata (per privilegio) da due crancellini, di verde, quello di destra in banda, l'altro in sbarra alias Di rosso, alla banda d'argento, carica di tre crocette d'azzurro, con il capo d'oro, carico di un'aquila di nero alias Troncato di verde e d'azzurro, alla fascia, partita d'argento e di rosso, sulla partizione, al 1° al palo accompagnato da due gigli, il tutto d'argento, al 2° allo scaglione accompagnato, a destra, da una mezzaluna crescente accompagnata da tre stelle, a sinistra da un giglio, il tutto d'argento, e in punta da un leoncino, d'oro Motto: Non vi sed virtute (citato in (23)) |
|        | Santi o De Sanctis (Messina) d'azzurro, a tre teste di carnagione, crinite di nero, coronate d'argento, ordinate 2 e 1; al giglio d'oro posto nel cuore (citato in Mango) |
|        | Santi (Cesena) (la blasonatura non è stata ancora caricata) (citato in BLCW) Immagine in Blasone Cesenate. |
|        | Santi dalle Capanne (Siena) D'azzurro, alla capanna di quattro montanti d'oro, fondata sulla campagna di verde e sormontata da una stella a otto punte d'oro (citato in (19)) |
|        | Santia o Sentia (Chatelargent) D'argento, al leone di rosso (citato in (23)) |
|        | Santiano (Pinerolo) D'oro, al leone di rosso, tenente una croce di San Maurizio, d'argento (citato in (23)) |
|        | Santinelli partito di verde a tre bande d'argento, e d'oro, all'albero sradicato di verde (citato in (5) – pag. 146) |
|        | Santini (Pistoia) Troncato: nel 1° d'azzurro, alla stella a otto punte d'oro; nel 2° d'oro, al braccio reciso, vestito d'azzurro, posto in palo, con la mano di carnagione indicante in alto (citato in (19)) |
|        | Santini (Lucca) D'azzurro, a due losanghe d'argento, ordinate l'una accanto all'altra, e accompagnate in capo da una rosa d'oro (citato in (19)) |
|        | Santini (Lucca, Borgo a Mozzano) 2 losanghe di argento poste in fascia accompagnate in capo da - rosa di rosso tutto su azzurro (citato in LEOM) |
|        | Santini (Firenze) Di..., al toro furioso di..., sostenuto da un monte di tre cime di... (citato in (19)) |
|        | Santini (Firenze) D'azzurro, al leone d'oro (citato in (19)) |
|        | Santini (Arcevia, Senigallia, Rovigo) braccio destro uscente da sinistra vestito di rosso afferrante con la mano di carnagione un giglio di oro dei 3 gigli dello stesso posti 2,1 tutto su azzurro (citato in LEOM) |
|        | Santini (Milano, Cremona) Titolo: nobili di Pizzighettone castellotto di argento merlato alla ghibellina su fasciato di azzurro e di rosso - capo d'Impero (citato in LEOM) fasciato d'azzurro e di rosso, al mastio d'argento, aperto e finestrato del campo, merlato alla ghibellina; con il capo d'oro, all'aquila di nero, coronata del campo (citato in BLCR) Immagine in Blasonario Cremonese (archiviato dall'url originale il 6 marzo 2017). |
|        | Santocanale (Messina, Palermo) d'azzurro, alla fascia cucita di rosso, accompagnata nel capo da tre stelle d'oro, ordinate in fascia e nella punta da un mare fluttuoso d'argento (citato in Mango e in (28)) (Cenno storico in Famiglie nobili di Sicilia (archiviato dall'url originale il 5 marzo 2016).) |
|        | Santolini (Cesena) (la blasonatura non è stata ancora caricata) (citato in BLCW) Immagine in Blasone Cesenate. |
|        | Santomango (Molise) Di rosso a tre bande d'azzurro bordate d'oro alias di rosso a 4 bande d'argento (citato in DAlena) |
|        | Santorelli (Todi) sbarra interzata in sbarra di oro di rosso e di verde su argento - aquila di nero posta in banda posata sulla sbarra (citato in LEOM) |
|        | Santori (Viterbo) (la blasonatura non è stata ancora caricata) |
|        | Santori (Viterbo) (la blasonatura non è stata ancora caricata) (immagine dello Stemmario reale di Baviera.) |
|        | Santori (Cesena) (la blasonatura non è stata ancora caricata) (citato in BLCW) Immagine in Blasone Cesenate. |
|        | Santoro (Molfetta) d'azzurro, al pellicano d'argento sulla sua pietà (citato in DAlena e in ) |
|        | Santoro (Messina) d'argento, a due braccia vestite alla monacale di nero, passate in decusse, le mani di carnagioni, sormontate nel capo da una stella di rosso (citato in Mango) |
|        | Santostefano (Palermo) Titolo: barone di Calcusa e di Fontana Murata; conte delle Mandre; marchese di Murata, La Cerda; duca della Verdura troncato: 1° d'azzurro alla torre d'oro, fondata a destra, sostenente un soldato in atto di suonare una tromba al naturale, all'albero di verde a sinistra, a i cui rami è attaccato un calderone d'oro, con due lupi di rosso passanti al tronco, nel 2° di rosso all'aquila d'oro, il tutto con la bordatura di quindici pezzi alternati di rosso alla torre d'oro, d'oro al leone di rosso e d'azzurro a tre gigli d'oro (citato in (24)) troncato: nel 1° d'azzurro alla torre d'oro, piantata nell'angolo destro della punta, sormontata da un soldato in atto di suonare la trombetta, e sinistrata da un albero verde, dalla cui sommità pende una catena reggente una caldaia d'oro, accompagnata, al piede dell'albero, da due lupi di rosso passanti; nel 2° di rosso, all'aquila d'oro; tutto lo scudo cinto da una bordura composta da quindici pezzi: il primo di rosso alla torre d'oro; il secondo, d'oro al leone di rosso; il terzo, d'azzurro a tre gigli d'oro e così successivamente (citato in Mango) diviso, nel 1.° d'azzurro con una torre d'oro piantata nel canton destro della punta e sormontata da un soldato in atto di suonare la trombetta, accompagnato nel canton sinistro da un albero di verde, dalla cui sommità pende una catena con caldara d'oro, e due lupi di rosso passanti innanzi l'albero; nel 2.° di rosso con l'aquila spiegata d'oro; la bordura composta di sedici pezzi il primo di rosso colla torre d'oro, il secondo d'oro con un leone di rosso, il terzo d'azzurro coi tre gigli di Francia e così successivamente (citato in (28)) spaccato: nel 1° d'azzurro, alla torre d'oro piantata nell'angolo destro della punta, sormontata da un soldato in atto di suonare la trombetta, e sinistrata da un albero di verde dalla cui sommità pende una catena reggente una caldaia d'oro, accompagnata al piede dell'albero da due lupi di rosso passanti; nel 2° di rosso all'aquila d'oro; tutto lo scudo cinto da una bordura composta di quindici pezzi: il primo, di rosso alla torre d'oro; il secondo, d'oro al leone di rosso; il terzo, d'azzurro a tre gigli d'oro, e così successivamente (citato in (28)) Corona di marchese (Cenno storico in Famiglie nobili di Sicilia (archiviato dall'url originale il 5 marzo 2016).) Ulteriore ragguaglio storico in Famiglie nobili di Sicilia (archiviato dall'url originale il 23 gennaio 2016). |
|        | Santostefano (Palermo) torre di oro sostenente - un soldato nell'atto di suonare la tromba al naturale - a destra della torre un albero di verde ai cui rami è attaccata una caldaia di oro retta da una catena - 2 lupi passanti di rosso attraversanti l'albero tutto su azzurro - aquila di oro su rosso - bordura composta da 3 soggetti ripetuti per 5 volte : torre di oro su rosso - 3 gigli di oro posti 2,1 su azzurro - leone rampante di rosso su oro (citato in LEOM) |
|        | Santucci (Pisa, Firenze) D'azzurro, al palo d'argento caricato del motto BENE in caratteri maiuscoli d'oro e di due stelle a otto punte dello stesso, una in capo e una in punta, e accostato dalle lettere F e A maiuscole pure d'oro alias Di rosso, al palo d'azzurro caricato della lettera maiuscola P d'oro, posta fra due stelle a otto punte dello stesso, e accostato dal motto FBE/NEA in caratteri d'oro (citato in (19)) |
|        | Santucci (Firenze) Di..., allo scaglione di..., accompagnato da tre stelle a otto punte di..., 2.1 (citato in (19)) |
|        | Santucci (Terni) guerriero armato di tutte pezze in maestà uscente dalla punta con la visiera dell'elmo calata tutto al naturale su argento (citato in LEOM) |
|        | Santucci (Roma) braccio destro uscente da destra vestito di rosso afferrante con la mano di carnagione una foglia di palma di verde posta in sbarra - 7 stelle (6 raggi) di oro poste in semicerchio in alto tutto su azzurro (citato in LEOM) |
|        | Santucci (Cesena) (la blasonatura non è stata ancora caricata) (citato in BLCW) Immagine in Blasone Cesenate. |
|        | Santucci Fontanelli (Roma) braccio destro uscente da destra vestito di rosso afferrante con la mano di carnagione una foglia di palma di verde posta in sbarra - 7 stelle (6 raggi) di oro poste in semicerchio in alto tutto su azzurro - aquila bicipite coronata all'imperiale di nero su scudetto di oro bordato scaccato di argento e di nero su - croce bandata di nero e di argento su - 3 gigli di oro posti 2,1 su azzurro - banda scaccata di argento e di nero (3file) accompagnata da - 4 quadrifogli di argento posti in doppia banda su rosso (citato in LEOM) |
|        | Sant'Uliana (Padova) oro pieno - tigre passante al naturale su azzurro in capo (citato in LEOM) |
|        | Santyan y Velasco (Modena, Firenze) albero cipresso al naturale sorretto da - 2 lupi controrampanti di nero su terrazzo di verde su oro - bordura di rosso caricata di 8 crocette di Sant'Andrea di oro poste in doppio palo ai lati - scaccato di azzurro e di argento (16 pezzi : 4x4) (citato in LEOM) |

### Sanu
| Stemma | Casato e blasonatura |
| ------ | --- |
|        | Sanucci (Abruzzo) D'argento alla fascia di rosso accompagnata nel 1° da una giovenca passante al naturale; nel 2° a tre bande di rosso (citato in DAlena) |

### Sanv
| Stemma | Casato e blasonatura                                         |
| ------ | ------------------------------------------------------------ |
|        | Sanvitale (Parma) banda di rosso su argento (citato in LEOM) |

### Sanz
| Stemma | Casato e blasonatura |
| ------ | --- |
|        | Sanza d'Alena (Napoletano) inquartato: 1° e 4° d'azzurro, alla colonna d'argento, cimata da un'aquila d'oro, armata di rosso, accompagnata in capo da cinque stelle di sei raggi d'argento male ordinate, sostenuta da due leoni controrampanti d'oro, armati e lampassati di rosso, il sinistro trafitto da cinque frecce; 2° e 3° d'argento all'aquila spiegata d'azzurro e linguata di rosso, caricata con uno scudetto d'argento alla croce gigliata di rosso, traforata del campo Cimiero: un volo d'aquila d'azzurro (citato in (26)) |